# Stephen Gyllenhaal
Pour les articles homonymes, voir Gyllenhaal.
Stephen Gyllenhaal (en anglais : [ˈstiːvən ˈd͡ʒɪlənhɔːl] ; en suédois :  [ˈjʏlːɛnˌhɑːl]), né le 4 octobre 1949 à Cleveland, dans l'État de l'Ohio, est un réalisateur américain pour le cinéma et la télévision.

## Biographie
Descendant de Leonard Gyllenhaal, il est le second mari de la scénariste américaine Naomi Foner Gyllenhaal, avec qui il a eu deux enfants, les acteurs Maggie Gyllenhaal et Jake Gyllenhaal. Il est également le frère du rédacteur en chef adjoint du journal Star Tribune de Minneapolis, Anders Gyllenhaal. La famille Gyllenhaal est issue de l'aristocratie suédoise. Son anoblissement remonte à 1652, lorsque la reine Christine de Suède conféra la charge de chevalier à l'officier Nils Gunnesson Haal, dont la déformation du nom aboutira à sa forme actuelle.
Stephen Gyllenhaall, élevé dans la religion luthérienne, a passé sa jeunesse dans la campagne de Pennsylvanie, au sein d'une famille très unie et restée fidèle aux préceptes d'Emanuel Swedenborg. Il fit ses études au Trinity College à Hartford, dans l'État du Connecticut, et obtint un diplôme d'anglais. Il eut pour mentor pendant cette période le poète Hugh Odgen.
Stephen Gyllenhaal est aussi poète. Ses œuvres ont été publiées dans des journaux littéraires américains, tels que Prairie Schooner et Nimrod. Son premier recueil est paru en juin 2006 chez un petit éditeur new-yorkais, Cantarabooks.

## Filmographie

### Cinéma
- 1979 : Exit 10
- 1985 : Certain Fury
- 1991 : Rage (Paris trout)
- 1992 : Waterland
- 1993 : Une femme dangereuse (A Dangerous Woman)
- 1995 : Losing Isaiah : Les Chemins de l'amour (Losing Isaiah)
- 1998 : L'Héritage de Malcolm (Homegrown)
- 2006 : Sous haute tension (Time Bomb)
- 2016 : So B. It

### Télévision
- 1980 : What Are Friends For?
- 1987 : Le Rapt de Kari Swenson (The Abduction of Kari Swenson)
- 1988 : Hothouse (en)
- 1988 : Au nom de la foi (Promised a Miracle)
- 1988 : Leap of Faith
- 1990 : Family of Spies
- 1990 : A Killing in a Small Town
- 1991 : Twin Peaks (Saison 2 épisode 20)
- 1996 : Shattered Mind
- 1998 : The Patron Saint of Liars
- 1998 : L.A. Docs (L.A. Doctors)
- 1999 : Resurrection
- 2000 : The Street
- 2001 : The Warden
- 2001 : Warden of Red Rock
- 2002 : Apparitions (Living with the Dead)
- 2003 : Lucky
- 2010 : Mentalist (Saison 2 épisode 18: Peau rouge)
- 2011 : Le Combat de ma fille (Girl Fight)
- 2013 : Condamnés au silence (An Amish Murder)